# Система міжштатних автомагістралей
Система міжштатних автомагістралей, Федеральна система швидкісних автострад, Система магістралей імені Ейзенхауера (англ. Interstate Highway System) — мережа автомагістралей, що є складовою частиною Національної системи магістралей США.
Повна назва — Dwight D. Eisenhower National System of Interstate and Defense Highways (укр. Національна система міжштатних та оборонних автомобільних магістралей ім. Двайта Д. Ейзенгауера) названа так на честь Президента США Дуайта Ейзенхауера, що підтримував її створення. Також відома як Interstate Freeway System чи просто the Interstate у США.
Створення мережі було затверджено Законом про федеральне фінансування будівництва автомобільних доріг 1956 року (англ. Federal Aid Highway Act of 1956). Запланована мережа була закінчена за 35 років, хоча окремі ділянки через зміни у планах так і не були побудовані. З того часу мережа розширилась та становила, станом на 2013 рік, 77 017 км, що зробило її другою за довжиною у світі після мережі швидкісних автодоріг Китаю. Станом на той же 2013 рік понад чверть усіх транспортних засобів США користувались мережею інтерстейтів. Вартість спорудження визначається на рівні 425 мільярдів доларів США у цінах 2006 року, що дало можливість проголосити її «найбільшим суспільним проєктом з часів побудови пірамід». Система зробила значний внесок у формуванні Сполучених Штатів як економічної супердержави та високоіндустріалізованої нації.

## Історія

### Планування
Намагання центрального уряду США спорудити національну мережу магістралей розпочались після прийняття Федерального акту про дороги 1916 року (англ. Federal Aid Road Act of 1916), що забезпечував 75 млн доларів зустрічних фондів (англ. matching funds) на п'ятирічний період для штатів на будівництво та покращення шосе. Проте через витрати, що були пов'язані з Першою світовою війною, на цей проєкт грошей не виділяли до 1921 року, коли американські військові повернулися з Європи та розпочалась політика нормалізації (англ. Normalcy). Однак у 1921 році закінчився термін дії оригінального законопроєкту.
Оскільки старий законопроєкт 1916 року втратив чинність, було висунуто новий закон — Федеральний закон про шосейні шляхи 1921 року (англ. FederalHighway Act of 1921). Нове будівництво знову таки передбачалось за рахунок федеральних зустрічних фондів на будівництво та покращення доріг, хоча і тепер передбачалось значно більша сума у 75 млн доларів щороку. Більше того, ніж залишати рішення стосовно будівництва доріг на штати, цей новий закон вперше передбачав направлення цих коштів на будівництво об'єднаної національної мережі зв'язаних між собою «головних шосе».
Федеральне управління шосейних шляхів (англ. Federal Highway Administration, FHWA) зробило запит до Армії США з проханням надати перелік доріг, що розглядаються як необхідні для державної оборони. У 1922 році генерал Джон Першинг, колишній голова Американських експедиційних сил в Європі під час війни, відповів на запит детальною мапою в 200 000 миль зв'язаних між собою головних доріг, що тепер має назву Мапа Першинга.
Пожвавлення у будівництві доріг тривало все десятиріччя 1920-х років, було реалізовано такий проєкт, як мережа паркових доріг у Нью-Йорку (англ. New York parkway system) як частину нової національної мережі шосе. Зі зростанням автомобільного трафіку планувальники побачили необхідність у додаванні до існуючої мережі Автомагістралей США (англ. United States Numbered Highways). У кінці 1930-х плани розширились до мережі нових супершосе.

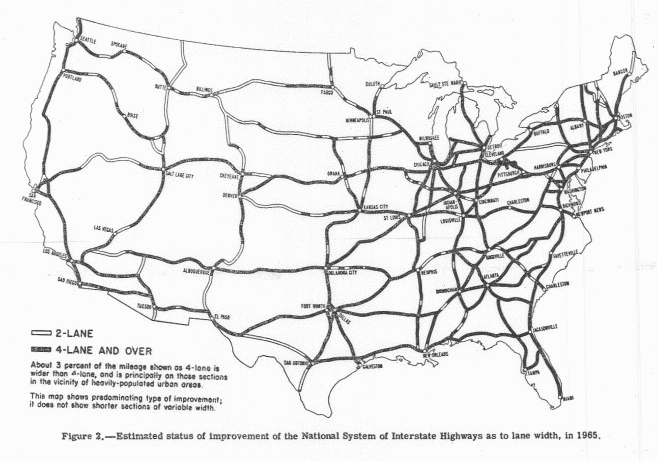
Мапа 1955 року. Запланована на 1965 рік мережа, що мала отримати назву Interstate Highway System

У 1938 році президент Франклін Рузвельт надав Томасу МакДональду, голові Бюро суспільних доріг (англ. Bureau of Public Roads) ескіз мапи Сполучених Штатів з позначенням вісьмома коридорами супершосе, що необхідно було проаналізувати. У 1939 році голова відділу інформації Бюро суспільних доріг Герберт С. Фейрбенк написав доповідь, що називалась Платні дороги та безплатні дороги, перший формальний опис того, чим стала мережа шосе-інтерстейтів та у 1944 році роботу зі схожою назвою Міжрегіональні шосе.
Interstate Highway System отримала захисника в особі президента Дуайта Ейзенхауера, що знаходився під впливом свого Трансконтинентального автомобільного переходу (англ. Transcontinental Motor Convoy) у 1919 року вздовж шосе Лінкольна (англ. Lincoln Highway), першої автодороги, що перетинала всю країну. Під час Другої світової війни Ейзенхауер дав високу оцінку мережі німецьких автобанів як необхідного компоненту системи державного захисту. У той час Ейзенгауер перебував на посаді Верховного головнокомандувача
Верховного командування Союзних експедиційних сил Антигітлерівської коаліції на Європейському театрі бойових дій Другої світової війни. Він усвідомлював, що запропонована система також забезпечить ключові наземні транспортні маршрути для постачання та переміщення військових загонів в випадку надзвичайної ситуації або при вторгненні.
Публікація у 1955 році Основного розташування національної системи міжштатних автомобільних магістралей (англ. General Location of National System of Interstate Highways), неофіційна назва Жовта Книга, запланувала те, що стало Interstate System. Допомагав у плануванні Чарльз Ервін Вілсон (англ. Charles Erwin Wilson), що залишався головою General Motors, коли президент Ейзенгауер обрав його як Міністра оборони у січні 1953 року.

### Будівництво

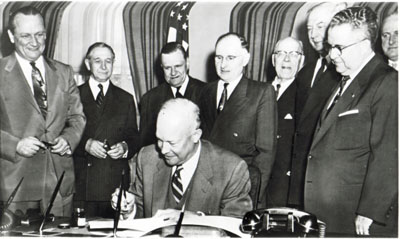
Президент Ейзенхауер підписує білль про федеральну підтримку міжштатних автомагістралей.
Крайній праворуч (видно лише частину обличчя) — конгресмен Джордж Гайд Фаллон (George Hyde Fallon), який на посаді голови Комітету громадських робіт (Committee on Public Works) втілював цю програму у життя.

Система була розпочата з прийняттям 29 червня 1956 року Закону про федеральне фінансування будівництва автодоріг 1956 року (англ. Federal Aid Highway Act of 1956), відомий як Закон про національні міжштатні автомобільні та оборонні магістралі 1956 року (англ. National Interstate and Defense Highways Act of 1956).
Три штати заявляють свою першість на будівництво першого інтерстейту. Міссурі стверджує, що перші три контракти на будівництво було підписано 2 серпня 1956 року. Перший контракт стосувався дороги U.S. 66, що тепер має назву Interstate 44. 13 серпня 1956 року у штат Міссурі виграв перший контракт на фінансування нового шосе системи.
Канзас заявляє що перший почав роботи над шляховим покриттям після підпису закону. Підготовчі будівельні роботи було розпочато до підписання закону а самі роботи з укладання покриття почались 26 вересня 1956 року. Штат позначив свою ділянку I-70 як перший проєкт у Сполучених Штатах завершений за умовами нового закону.
Відповідно до інформації спеціаліста по зв'язкам з громадськістю Річарда Вайнгроффа (англ. Richard Weingroff) Пенсильванська платна дорога (англ. Pennsylvania Turnpike) також може розглядатись як одна з перших доріг системи. 1 жовтня 1940 року 261 км (162 милі) шосе, що зараз позначається як I-70 та I-76, було відкрито між містами Ірвін та Карлайл у штаті Пенсільванія. Пенсильванська Співдружність називає цю платну дорогу дідусем платних доріг.

#### Віхи у створенні системи
- 17 жовтня 1974 року. Небраска стає першим штатом, що завершує всі свої головні шосе системи передачею у суспільне використання фінальної ділянки I-80[14].
- 12 жовтня 1979. Останню частину шосе Interstate 5 з Канади до Мексики було відкрито поблизу Стоктона . Представники двох сусідніх нації відвідали відкриття для того, щоб відсвяткувати першу безперервну дорогу, що поєднує північноамериканські країни[15] .
- 22 серпня 1986 року. Останню секція шосе I-80, що простяглось від узбережжя до узбережжя (від Сан-Франциско до Нью-Йорка), було здано у Солт-Лейк-Сіті, що зробило його першою найдовшою автострадою, яка простяглась від Атлантичного до Тихого океану та, в той же час, найдовшою автострадою у світі. Ця секція простягнулась від State Route 68 штату Юта до Міжнародного аеропорту Солт-Лейк-Сіті. На церемонії передачі було відзначено, що за збігом ця ділянка знаходиться за 80 км (50 милях) від Промонторі-Самміт, де аналогічний подвиг було звершено 120 років тому, коли було забито «золотий костиль» на будівництві Першої трансконтинентальної залізниці[16][17][18] .
- 10 серпня 1990 року. Остання ділянка шосе I-10 від узбережжя до узбережжя (Санта-Моніка — Джексонвілл) була здана (Тунель Папаго під центром Фініксу). Завершення цієї ділянки затрималось через супротив місцевих жителів (один з так званих «freeway and expressway revolts »), які були проти початкового плану будівництва дороги на естакаді[19] .
- 12 вересня 1991 року. I-90 стало останнім шосе системи від узбережжя до узбережжя (Сієтл — Бостон). Воно було завершене спорудженням підвищеного віадуку, що проходить м. Воллес, Айдахо. Затримка у будівництві ділянки були викликані скасуванням під тиском місцевих жителів початкового плану, що мав на меті знесення більшої частини центру Воллеса. Жителі здійснили це шляхом внесенням більшості території центру до переліку «історичних районів» та до списку Національного реєстру історичних місць США , що унеможливило трасу за початковим документом. Після здачі дороги жителі провели жартівливе поховання святкуючи усунення «останнього червоного сигналу» для трансконтинентальних міжштатних магістралей[19][20].

- 10 жовтня 1992 року. Початкова запланована система оголошена завершена відкриттям ділянки I-70 в каньйоні Глінвуд, Колорадо. Ця ділянка вважається інженерним дивом з ділянкою 19 км (12 миль) на якій споруджено 40 мостів та численні тунелі та є однією з найдорожчих ділянок шосе у сільській місцевості в перерахунку на кілометр шляху, що було споруджено у США[21][22]. Не зважаючи на те, що ділянка була оголошена останньої в системі інтерстейтів на момент здачі в експлуатацію, на сьогодні досі є ділянки без зв'язків, через що деякі з автомагістралей не є неперервними.

Початкова вартість системи становила 25 мільярдів доларів з планом виконання 12 років. Завершилось все вартістю 114 мільярдів доларів (425 мільярдів доларів у цінах 2006 року з урахуванням інфляції та зайняло 35 років.

### Сучасний стан (з 1992 року)

#### Відсутні зв'язки
Хоча система і була оголошена закінченою у 1992 році, два з початкових шосе, I-95 та I-70 не неперервні через відсутні з'єднання. У обох випадках причиною є супротив місцевої опозиції, що не дає повністю закінчити систему.
Через скасування будівництва Somerset Freeway Interstate 95 не має продовження у Нью-Джерсі. Визнаний федеральним урядом у 2004 році проєкт Pennsylvania Turnpike/Interstate 95 Interchange Project має з'єднати окремі ділянки I-95 та сформувати безперервний маршрут, що завершить останню секцію за оригінальним планом. Будівельні роботи були розпочаті у 2010 році.
Немає зв'язку між Пенсильванською платною дорогою та I-70 поблизу Брізвуда, Пенсильванія, де автомобілісти мають використовувати декілька ділянок 30-ї автомагістралі США для проїзду до I-70. Хоча було запропоновано не одне рішення протягом років для неперервності I-70, всі вони були заблоковані місцевою опозицією.
Цей проміжок один із деяких, що відсутні через початкову норму федерального закону, з часом змінену, згідно з яким було обмежено федеральне фінансування доріг, що також фінансувались, як платні дороги.

#### Розширення
Додаткові під'їзні шляхи, петлі, об'їзди ще досі залишаються у стані будівництва, наприклад Interstate 485 у Північній Кароліні, що у такому стані з 1980-х. Декілька головних доріг, що не є частинами початкового плану, теж залишаються у процесі будівництва, зокрема Interstate 22 у штатах Теннессі, Міссісіпі, та Алабама і продовження Interstate 69 від Індіани до Техасу. Офіційні особи також визначають деякі коридори не-інтерстейтів для подальшого включення до системи шляхом будівництва нових маршрутів-інтерстейтів або поліпшення наявних до їхнього рівня.

## Стандарти

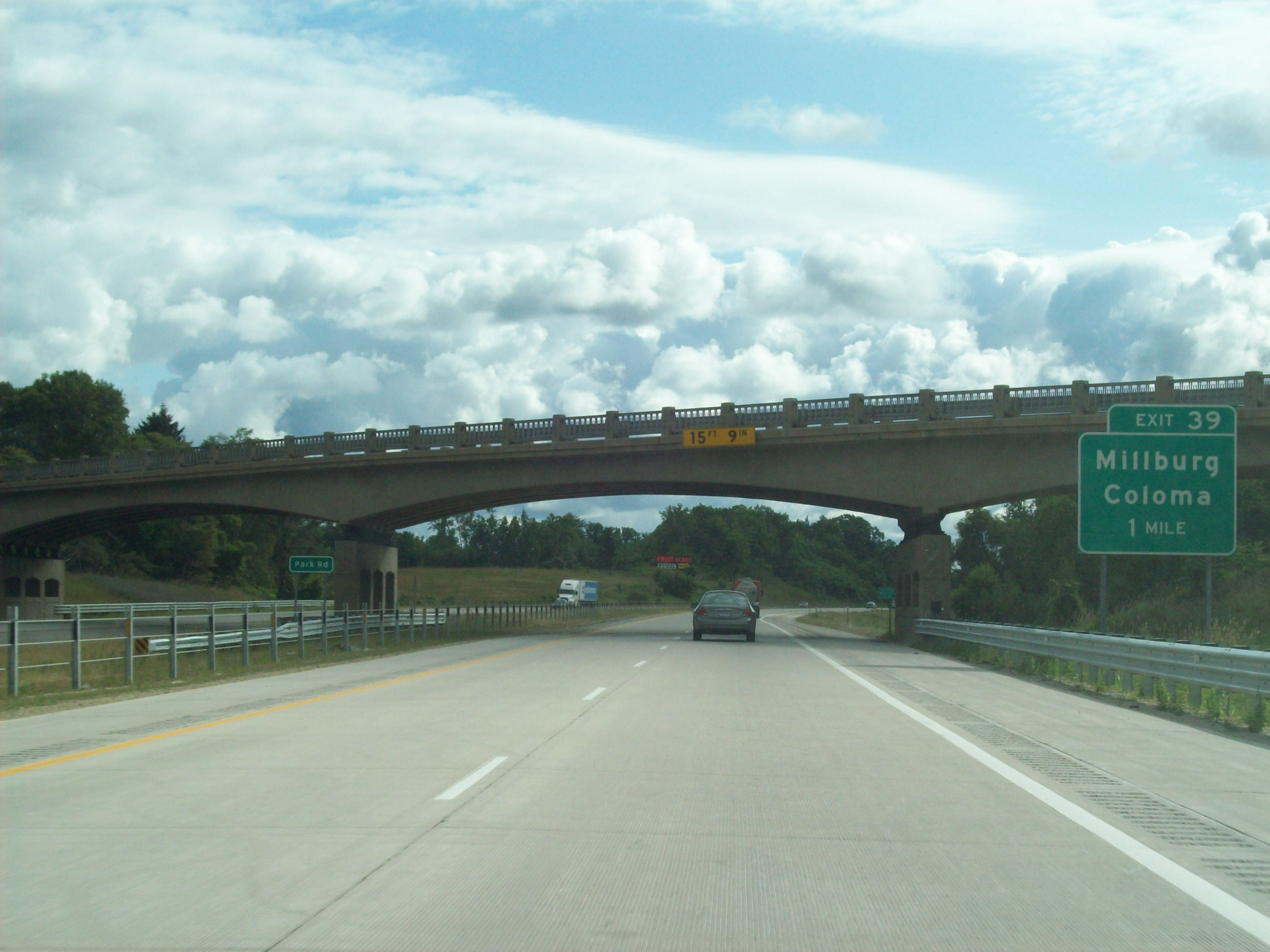
I-94 біля Колома, Мічиган, що показує приклади стандартів, прийнятих у мережі інтерстейтів: покриття з монолітного бетону, вібраційні смуги на узбіччі, знак обмеження вертикального габориту, знак другорядної дороги (згодом перенесений з роздільної смуги на міст), кабельний бар'єр безпеки на середині дороги, що прийнятий Федеральним управлінням автомобільних доріг США (Federal Highway Administration) та знак з'їзду на правому узбіччі

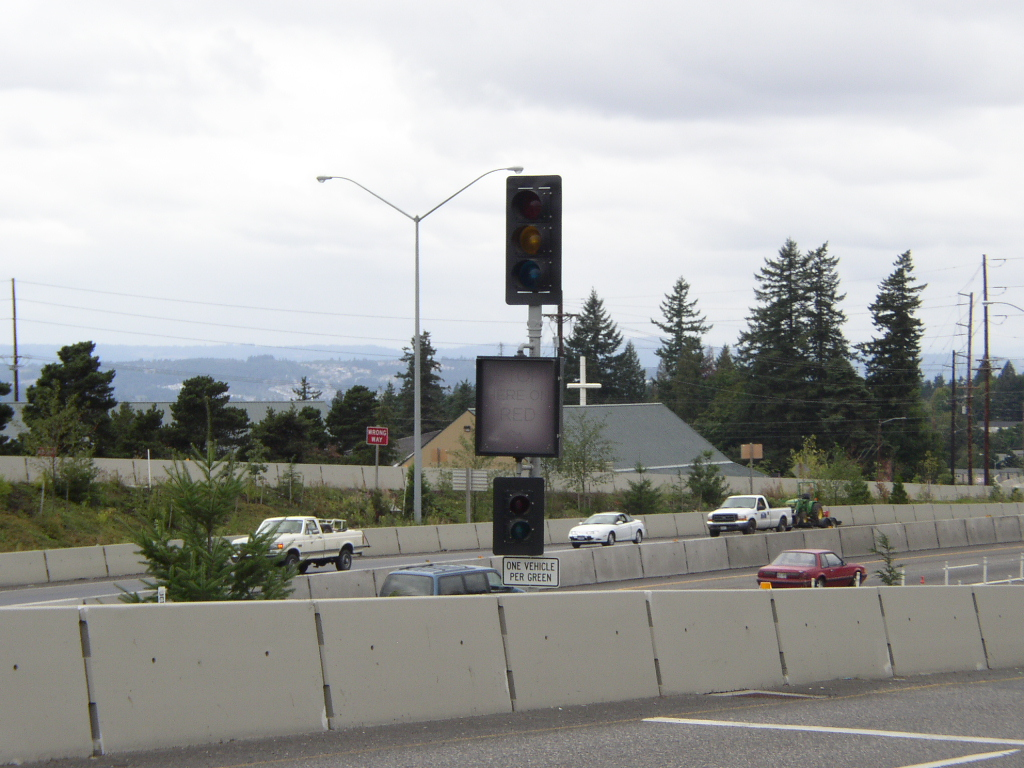
Світлофор на з'їзді у Портленді

Американська асоціація державних автомобільних доріг та транспорту (англ. American Association of State Highway and Transportation Officials, AASHTO) визначила ряд стандартів, які мають бути дотримані на всіх інтерстейтах, за винятком тих, щодо яких є скасування від Федерального управління автомобільних доріг США (англ. Federal Highway Administration). Один із майже безумовних стандартів є контрольований доступ до інтерстейтів (винятково для швидкісного транспорту). За окремими винятками (ділянки, що не відповідають стандартам, або перед розвідними мостами) світлофори встановлюються лише перед пунктами збору оплати та на в'їзних рампах (рампові лічильники — англ. ramp meter) для керування завантаження автомагістралей години пік.

### Обмеження швидкості
У зв'язку з тим, що дані дороги є автомагістралями, вони, як правило, мають найвищі швидкісні обмеження у даному районі. Найвища дозволена швидкість визначаються кожним штатом. З 1974 до 1987 найвищою швидкістю на шосе системи відповідно до федерального закону була швидкість 89 км/год (55 миль/год). На сьогодні обмеження у сільській місцевості швидкості варіюються від 105 до 121 км/год (від 65 до 75 миль на годину), хоча декілька ділянок I-10 у Техасі мають обмеження 129 км/год (80 миль/год), що є найвищою у країні станом на вересень 2011 року (стала такою після прийняття законопроєкту, прийнятого палатою представників штату, House Bill 1201). Ділянки I-15 у штаті Юта також мають обмеженні швидкості 129 км/год (80 миль/год). Зазвичай нижча швидкість встановлюється в більш населеній частині США (північний схід), в той час як вищі обмеження прийняті на територіях з меншою щільністю населення (південні та західні штати США). Наприклад, максимальна швидкість на півночі штату Мен 121 км/год (75 миль/год), 105 км/год (65 миль/год) від півдня штату Мен до Нью-Джерсі та всього 80 км/год (50 миль/год) в окрузі Колумбія. У деяких зонах допустима швидкість є значно нижчою через проїзд через небезпечні території. I-90 в Огайо має обмеження швидкості 80 км/год (50 миль/год) в центрі Клівленду через два гострих повороти з запропонованим лімітом 56 км/год (35 миль/год) у сильно перенаселеній території. I-70 у Вілінгу, Західна Вірджинія має обмеження швидкості 72 км/год (45 миль/год) у тунелі Вілінг та по більшій частині центру Вілінга. I-68 має обмеження швидкості 64 км/год (40 миль/год) у Камберленді, Меріленд через кілька небезпечних ділянок та вузьких вулиць у місті. На деяких ділянках обмеження швидкості є нижчими через судові рішення та вимоги жителів, наприклад, після затримок у завершенні будівництва I-35 у Сент-Полі на майже 30 років через суди, жителі успішно ввели обмеження швидкості до 72 км/год (45 миль/год) та заборону на проїзд автомобілів з повною масою понад 4100 кг (9000 фунтів). I-93 у парку Франконіа Нотч на півночі Нью-Гемпширу має обмеження швидкості 72 км/год (45 миль/год) через те, що це фактично бульвар, що складається лише з однієї смуги по кожній стороні.

### Інше використання
Як частина мережі Національної системи магістралей система інтерстейтів покращує мобільність військових загонів до та від аеропортів, морських портів, залізничних терміналів та військових баз. Також шосе системи є частиною Стратегічної системи автомобільних магістралей (англ. Strategic Highway Network), системи доріг, що визначаються як надзвичайно важливі для Міністерства оборони США.
Система також використовувалась для полегшення евакуації у випадку урагану або іншої природного лиха. Для збільшення пропускної здатності шосе в таких ситуаціях змінюють напрямок руху по одній зі сторін дороги, тобто обидві сторони ведуть від місця очікуваного лиха. Ця процедура, відома як обернення полоси (англ. contraflow lane reversal, обидві сторони шосе направляються в одну сторону), застосовувалась декілька разів при евакуаціях від ураганів. Після публічних протестів, пов'язаних з неефективною евакуацією з південної Луїзіани під час урагану Джордж у вересні 1998 року уряд офіційно запровадив цю процедуру для пришвидшення евакуацій. У Саванні та Чарлстоні у 1999 році I-16 та I-26 застосовувались у цьому режимі при побоюваннях щодо урагану Флойд з дещо змішаними результатами.
У 2004 році обернення використовувалось перед ураганом Чарлі в районі Тампи та у штатах, які розташовані на узбережжі Мексиканської затоки перед ураганом Іван, однак час евакуації не став кращим у порівнянні з попередніми евакуаціями. Інженери почали застосовувати на практиці нові підходи після аналізу попередніх евакуацій, що включають у себе обмежені з'їзди, прибирання поліцейських (щоб автомобілі продовжували рух, а не стояли, очікуючи на інструкції щодо напрямку руху) та покращення інформування населення. В результаті в 2005 році при евакуації Нового Орлеану при урагані Катрина вона пройшла більш спокійно та рівно.
Згідно з широковідомою міською легендою кожна п'ята миля доріг системи Interstate Highway має бути побудована прямою, щоб бути придатною для посадок літаків під час війни. Насправді інтерстейти не запроєктовані для використання як злітно-посадкові смуги (англ. highway strip або англ. road runway).

## Система нумерації

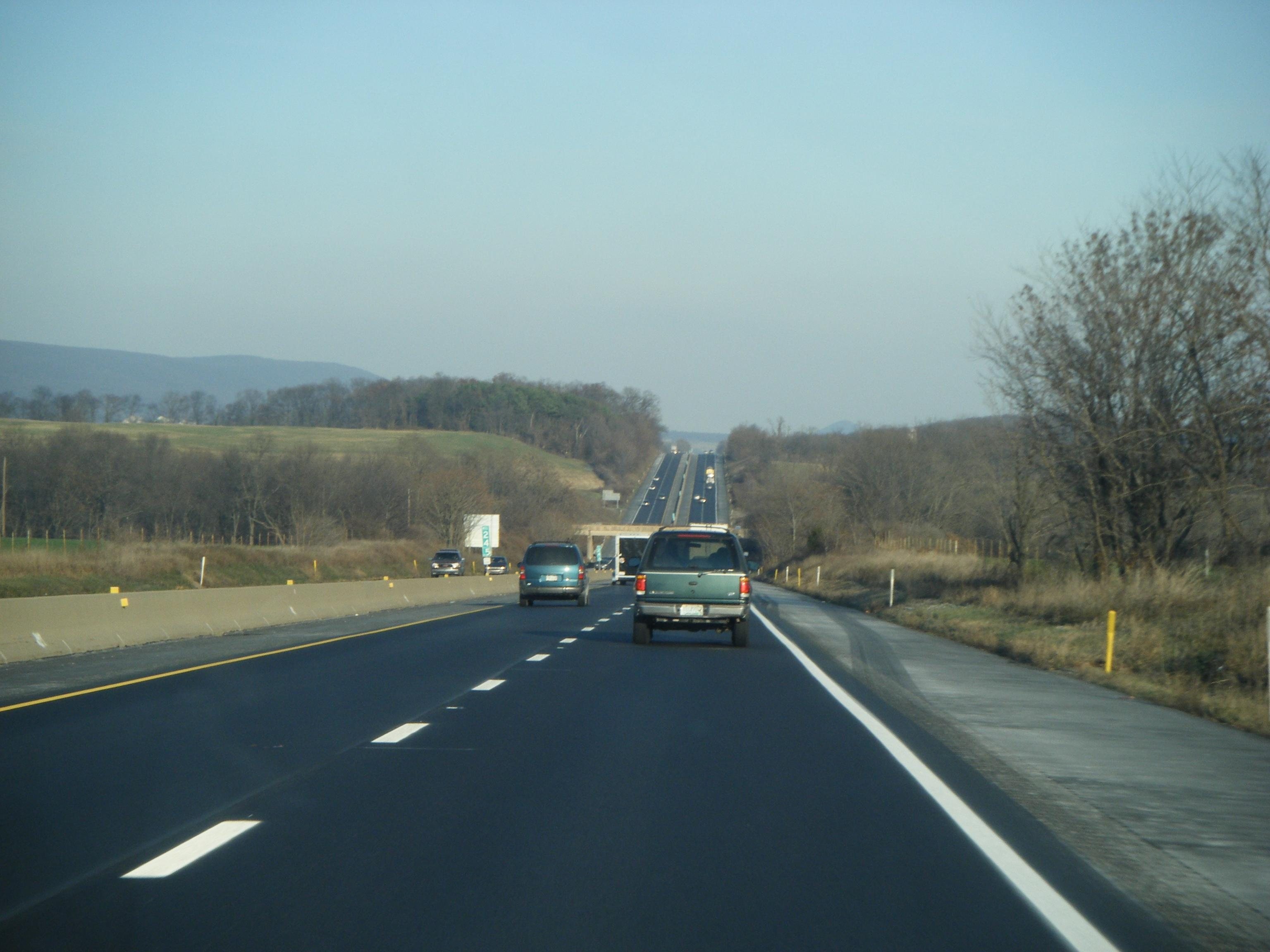
Interstate 78 та US 22 в окрузі Беркс, Пенсильванія

### Головні (одно- та двозначні номери)
Система нумерації інтерстейтів було розроблено у 1957 Американська асоціація державних автомобільних доріг та транспорту (англ. AASHTO). Сучасна політика у нумерації була прийнята 10 серпня 1973 року. В межах континентальної частини США головні інтерстейти (також їх називають магістральні інтерстейти чи двозначні інтерстейти) мають номери менше 100.
За цією системою шосе східно-західного напрямків мають парні номери, а південно-північного — непарні. Непарні номери зростають з заходу на схід, а парні — з півдня на північ для запобіганню плутанини з автомагістралями США, які мають протилежний напрямок збільшення номерів, однак є декілька винятків в окремих районах. Номери, що кратні п'яти вважаються головними артеріями серед основних магістралей, що мають великі довжини Номера головних доріг з півночі на південь збільшується від I-5 між Канадою та Мексикою, що проходить вздовж Західного узбережжя, до I-95 між Канадою та Маямі вздовж Східного узбережжя США. Головні дороги — з заходу на схід від I-10 між Санта-Монікою, Каліфорнія та Джексонвіллем, Флорида до I-90 між Сієтлом, Вашингтон та Бостоном, Массачусетс з двома винятками. Немає доріг I-50 та I-60, оскільки дороги з цими номерами найімовірніше пройдуть по штатах, що мають магістралі США з аналогічними номерами, що не дозволяється настановами управління автомобільних доріг. Деякі шосе в різних кінцях країни мають однакові двозначні номери (наприклад, I‑76, I-84, I‑86 та I‑88). Деякі з них мають однакові номери через зміну системи нумерації 1973 року. Раніше номери з суфіксами-літерами застосовувались для довгих під'їзних шляхів, наприклад західне шосе I-84 було I‑80N оскільки прямувало на північ від I-80. Нова політика нумерації заявляє, що «ніяких нових розділених номерів, як I-35W та I-35E не буде надаватись.» Також новою політикою передбачено якнайшвидшу ліквідацію подібних доріг. Однак I-35W та I-35E досі існують у Даллас-Фор-Ворт Метроплексі у Техасі та I-35W і I-35E у Міннеаполіс з Сент-Полом.
Політика Американської асоціації державних автомобільних доріг та транспорту дозволяє нумерацію з двох чисел для забезпечення неперервності між головними контрольними точками. Це називається паралелізмом (англ. concurrency) або перекриттям (англ. overlap). Наприклад I-75 та I-85 ділять одну ділянку в Атланті, Джорджія; ця 11,9 км ділянка, що називається Центральним з'єднанням (англ. Downtown Connector), позначається знаками як I-75 так і I‑85. Паралелізм між дорогами системи та автомагістралями США також дозволяється цією політикою за умови обґрунтованості довжини паралельних ділянок. У рідкісних випадках дві траси, що ділять одну дорогу позначаються як такі, що прямують у проилежні сторони. Один такий зворотній паралелізм (англ. wrong-way concurrency) знаходиться між Вітевілом та Форт Чізвел у штаті Вірджинія, де, наприклад, подорожучий на північ згідно знаків по I-81 прямує на південь згідно знаків I-77 (ця ділянка дороги має напрямок зі сходу на захід).

### Допоміжні (тризначні номери)
Допоміжні Interstate Highway бувають у вигляді периферійних (англ. circumferential), радіальних чи відгалужень (англ. spur), що в основному обслуговують міську територію. Ці шосе мають тризначні номери, що складаються з додавання цифри до двозначного номера найближчого Interstate Highway. Відгалуження відходять від «батьківського» шосе та не повертаються, у нумерації попереду додають непарне число. Периферійні та радіальні дороги повертаються до шосе та мають парну цифру на початку номера. Через велику кількість подібних допоміжних доріг їхні номери можуть повторюватись у різних штатах вздовж магістралі. Однак деякі допопміжні дороги є винятками з цих правил. Детальніше у переліку допоміжних Interstate Highway.

Приклади системи нумерації допоміжних доріг-інтерстейтів

У наведеному вище прикладі місто А має парно пронумероване периферійне шосе. Місто В має периферійне кільцеве шосе з парною цифрою на початку та відгалуження з непарною цифрою. Місто С має периферійне шосе з парною цифрою на початку та відгалуження з непарною цифрою. Оскільки всі три міста в одному штаті кожна з допоміжних доріг має власний тризначний номер. На відміну від головних інтерстейтів інтерстейти з тризначними номерами позначаються східний/західний або південний/північний в залежності від загальної орієнтації дороги без зв'язку з номером дороги. Для деяких закільцьованих шосе використовуються для позначень внутрішній/зовнішній напрямок (англ. inner/outer directions) на противагу до назв напрямків за сторонами світу.

### Аляска, Гаваї та Пуерто-Рико

Мапа шосе у Пуерто-Рико, що отримують фінансування від програми Interstate, але не позначені, як Interstate Highway

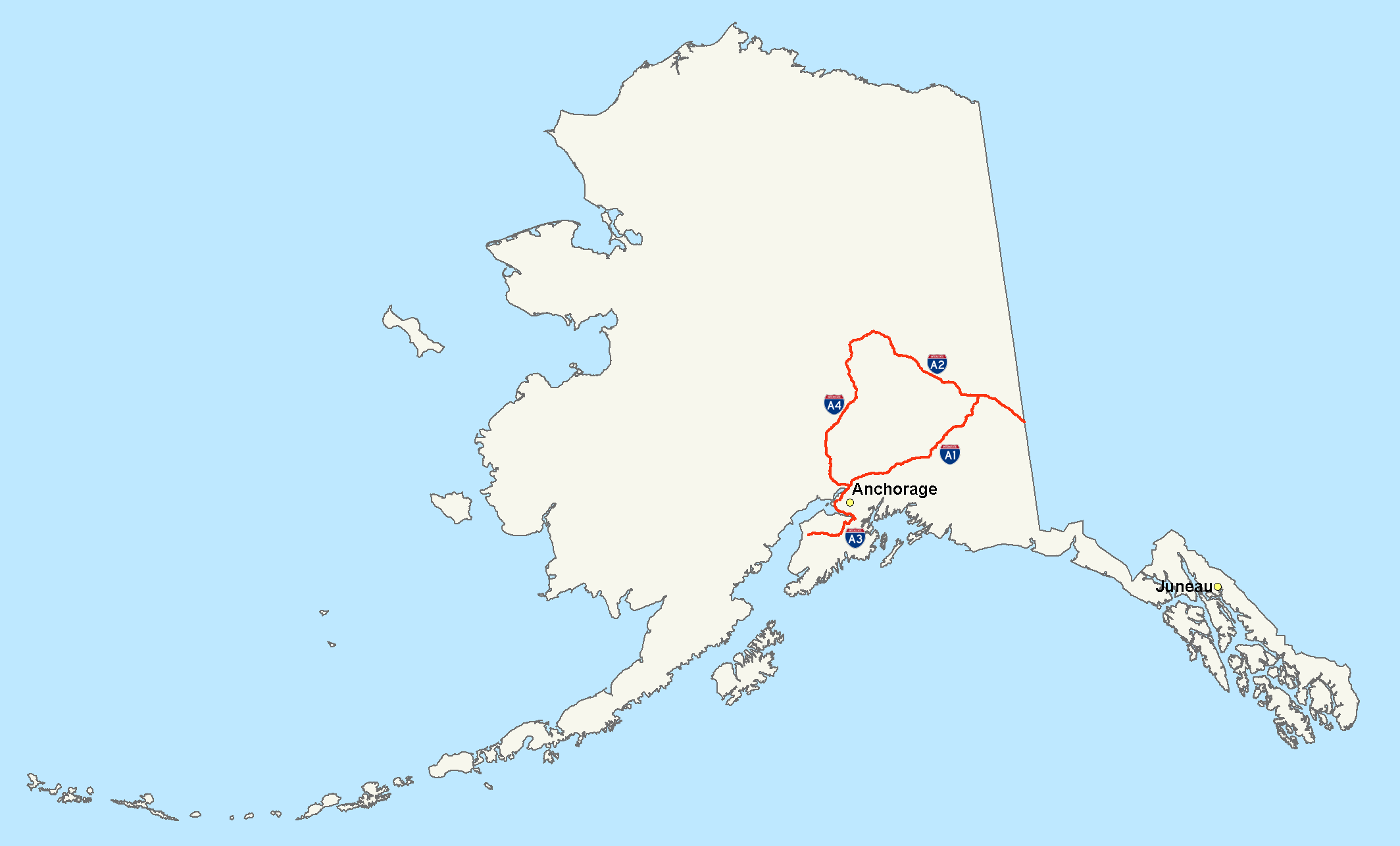
Мапа інтерстейтів на Алясці

Сама система розповсюджується також і на Аляску, Гаваї та Пуерто-Рико, хоча вони і не мають зв'язку по землі з іншими штатами або територіями. В той же час жителі цих місць сплачують федеральні податки за паливо та шини.
Усі інтерстейти у Гаваях розташовані на найбільш заселеному острові Оаху та позначаються префіксом H. Всього є три дороги з однозначним номером (H‑1, H‑2 та H‑3) і одна допоміжна дорога (H‑201). Ці шосе поєднують кілька військових та морських баз і важливі міста та селища, що розташовані на острові (також і столицю штату — Гонолулу).
І Аляска і Пуерто-Рико мають автодороги загального користування що отримують 90 % фінансування від програми Interstate Highway. Інтерстейти у цих штатах нумеруються у порядку заснування без урахування правил щодо парних та непарних номерів. Вони мають відповідні префікси у назві (A та PR), однак на знаках вказуються місцеві номери, а не номери системи. Крім того ці дороги не були ні заплановані ні побудовані відповідно до стандартів мережі

### Відмітки миль та номери з'їздів
На шосе з одно- та двозначними номерами відмітки миль завжди починаються на південному або західному кордоні штату. Якщо шосе починається за межами штату нумерація починається від південного чи західного кінця дороги. Винятки існують лише для шосе, що використовують ділянки доріг, які були побудовані до прийняття стандартів Interstate Highway та були включені за принципом залишкового права (англ. grandfather clause) до системи інтерстейтів.
Шосе з тризначними номерами з парною першою цифрою, що формують кільцеві об'їзні дороги, мають відмітки миль, що проставляються за годинниковою стрілкою, починаючи на захід від інтерстейту, що розділяє кільцеву дорогу з півдня. Іншими словами, відмітка першої милі на I‑465 (дорога навколо Індіанаполісу довжиною 85 км або 53 милі) знаходиться на захід від перетину з I-65 на півдні Індіанаполісу (на південному відгалуженні I‑465), а відмітка 53-ї милі — на схід від цього перетину.
Номери з'їздів на розв'язках мають послідовні номери або в залежності від відстані (відповідно до найближчої відмітки). За останньою системою декілька з'їздів на одній милі можуть позначатись літерами (як, наприклад, на I-890 у Нью-Йорку з'їзд, що знаходиться на відстані 4,4 милі від початку дороги позначено як 4B, а на відстані 4,58 миль — 4C).

### Business route
AASHTO визначає категорію спеціальних доріг, що відрізняються від головних та допоміжних інтерстейтів. Ці дороги не мають відповідати стандартам спорудження інтерстейтів, однак можуть визначатись та затверджуватись асоціацією. Однакова політика у нумерації застосовується до магістралей США та мережі інтерстеійтів, однак іноді позначення business route застосовують для інтерстейтів. Відомі як бізнес-кільця та бізнес-відгалуження (англ. Business Loop та англ. Business Spur) ці дороги є головними для проїзду через корпоративні межі міст та які проходять через центральні ділові райони міста. Business route застосовують, якщо звичайна дорога іде в обхід міста. Для їх позначень використовується зелений щит замість червоно-синього.

## Фінансування

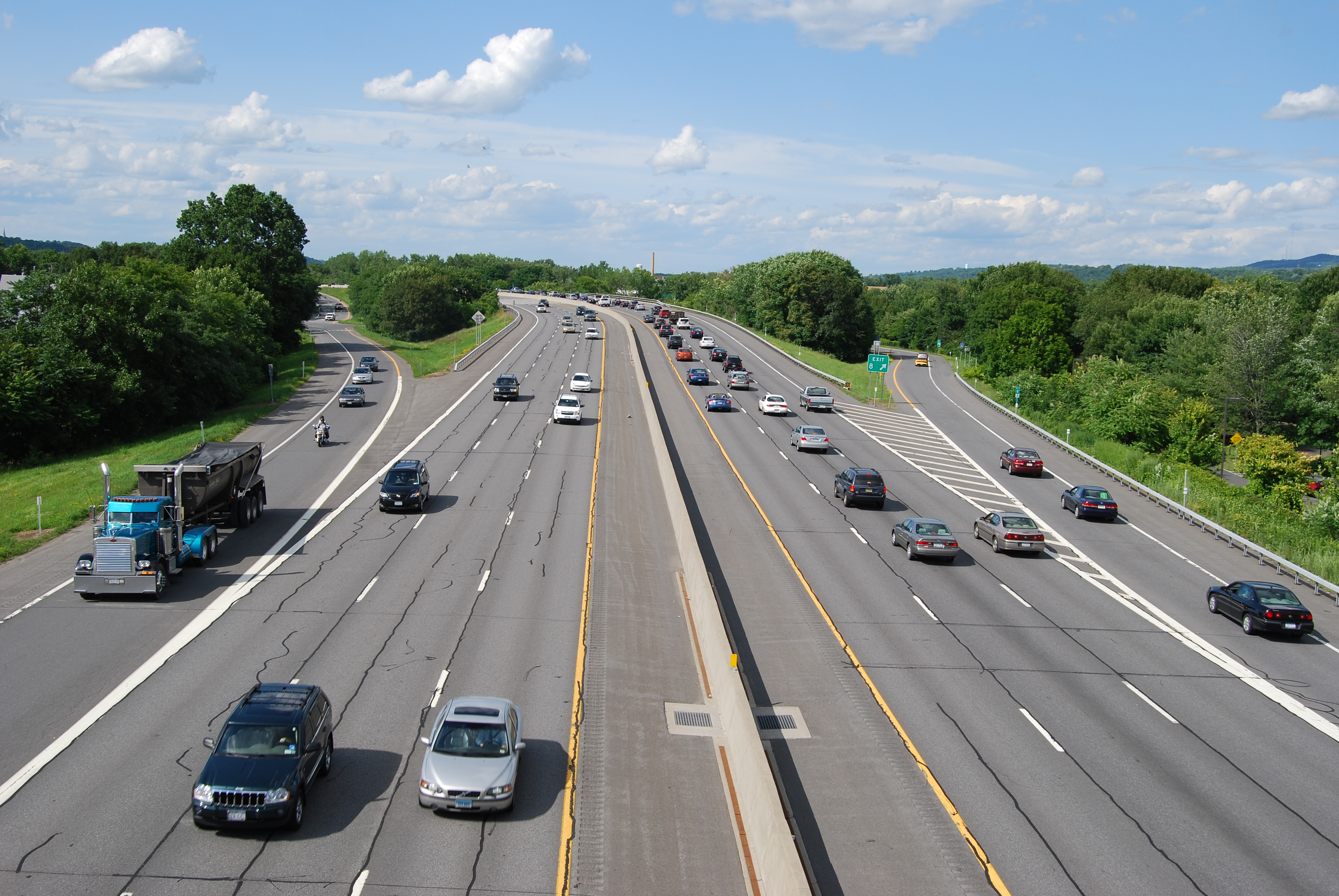
Interstate 787 в Уотервліті, Нью-Йорк, вид на Виїзд 8, ромбоподібне перехрестя diamond interchange

Близько 70 процентів будівельних коштів та витрат на обслуговування інтерстейтів сплачуються за рахунок мита за користування, в основному мита за пальне, що збирається федеральним урядом, урядом штату та місцевим урядом. У значно меншому ступені спала іде коштами, що зібрані на платних автомобільних дорогах та мостах. Урядовий фонд будівництва шосейних доріг (англ. Highway Trust Fund), заснований Законом про доходи автомобільних доріг (англ. Highway Revenue Act) 1956 року, визначив мито за пальне у розмірі 3 цента за галон, з часом збільшивши до 4,5 центи за галон. У 1993 році мито було збільшене до 18,4 центи за галон і таким залишається станом на 2012 рік.
Решта коштів поступає від грошових надходжень основного фонду, випуску облігацій, призначених податків на майно та інших податків. Загальнодержавний вклад надходить переважно від податків на транспортні засоби та паливо (93,5 процентів у 2007 році), ця величина становить 60 % від внесків штатів. Однак будь-які внески штатів переважно надходять не з плати за користування.
Частина мита за користування, витрачених безпосередньо на шосе покриває приблизно 57 відсотків їхньої вартості, приблизно одна шоста мита за користування відправляється на інші програми, включаючи системи громадського транспорту у великих містах. На північному сході США окремі великі ділянки інтерстейтів, що були заплановані або споруджені перед 1956 роком, досі працюють як платні дороги. Деякі вже виплатили свої будівельні бонди та стали безплатними, наприклад у Коннектикуті (I-95), Меріленді (I-95), Вірджинії (I-95) та Кентуккі (I-65).
У зв'язку з зростанням передмість витрати на обслуговування інфраструктури автомагістралей теж зросли і як результат залишається дуже мало коштів на будівництво нових інтрестейтів. Це призвело до поширення платних доріг (англ. turnpike) як нового методу будівництва шосе з обмеженим доступом в передмістях. Деякі інтерстейти обслуговуються приватними компаніями (наприклад компанія VMS обслуговує I*35 у Техасі) для сплачування зростаючих виплат на обслуговування. Це дозволяє міністерствам транспорту штатів зосереджувати зусилля на обслуговуванні швидкозростаючих районів штатів.
Частина доріг системи може у майбутньому стати платною для оплати вартості обслуговування та витрат у вигляді смуг руху HOV/HOT , як зроблено у містах Сан-Дієго, Солт-Лейк-Сіті, Міннеаполіс, Х'юстон, Денвер, Даллас, Атланта та в окрузі Ферфакс, Вірджинія. Хоча частина плати є наслідком закону SAFETEA-LU (англ. Safe, Accountable, Flexible, Efficient Transportation Equity Act: A Legacy for Users — Закон про безпечну, відповідальну, гнучку, ефективну транспортну рівність: Наслідування для користувачів), який наголосив на платних дорогах як засобі для зменшення щільності руху, наявні федеральні закони не дозволяють штатам переводити безплатну частину дороги в платну для всіх видів транспорту.

### Оплата за користування Interstate Highway

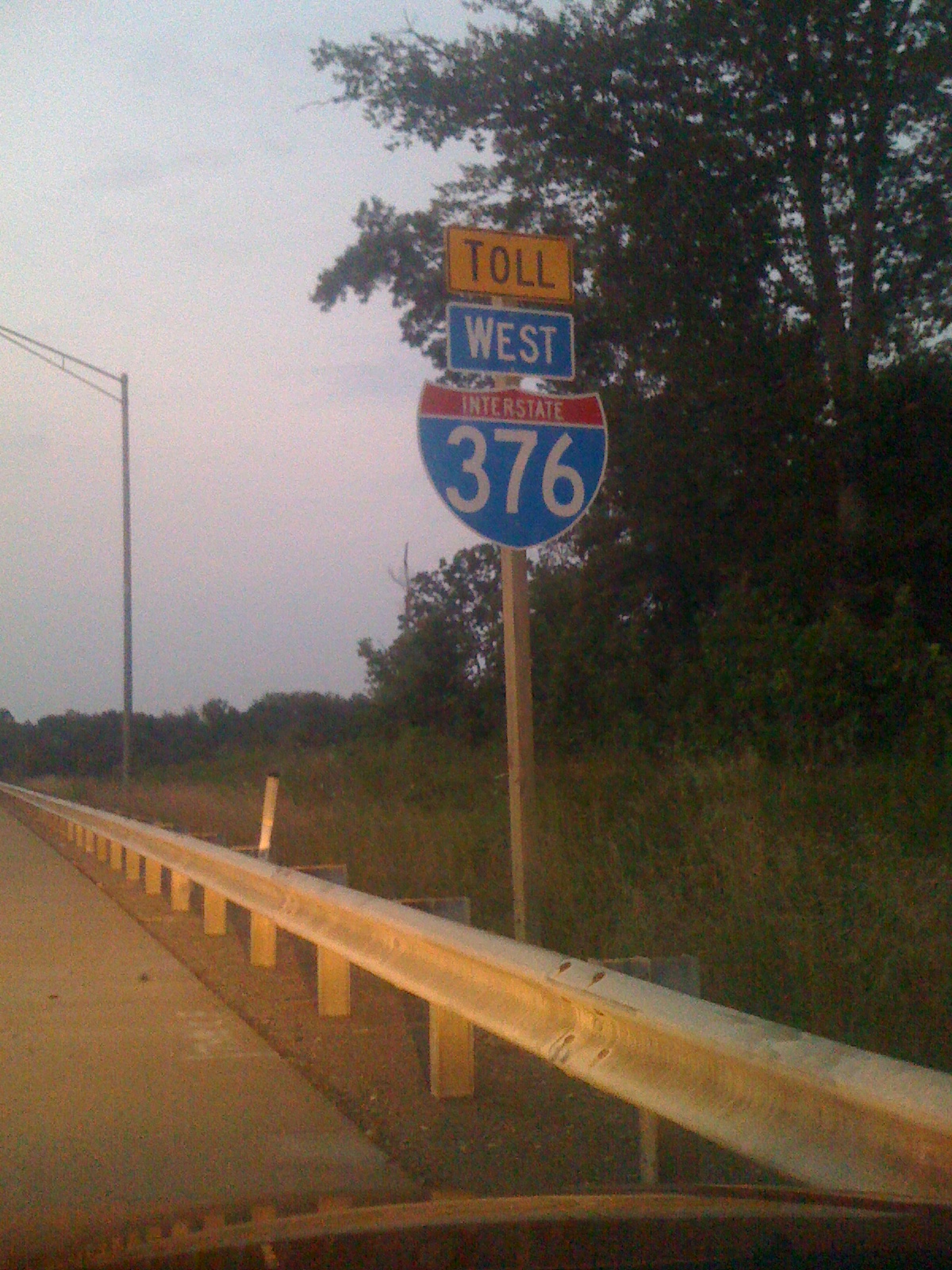
Новий знак (чорний на жовтому) «Toll» (мито) на Interstate 376

Приблизно 4700 км (2900 миль) платних доріг включено до Interstate Highway System. В той час як федеральне законодавство не дозволяє збір мита на інтерстейтах більшість з платних доріг були добудовані або у процесі будівництва коли систему було засновано. Оскільки ці інтерстейти забезпечують логічні зв'язки між частинами системи вони були запроєктовані як інтерстейти. Конгрес США ухвалив рішення, що занадто дорого будувати безплатні інтерстейти паралельно до цих платних доріг чи виплатити кошти всім власникам облігацій, які профінансували будівництво, щоб зробити ці ділянки безплатними. Тому ці дороги були включені до системи відповідно до законів, які діяли на момент до започаткування системи, тобто платними.
Платним дорогам, запроєктованим як інтерстейти (наприклад, Массачусетська платна автодорога, англ. Massachusetts Turnpike), зазвичай дозволяється продовжувати брати плату, але вони не мають права на отримання федеральних коштів на обслуговування та модернізацію. Також ці платні дороги, оскільки були включені відповідно до законів, які діяли на момент до започаткування системи (англ. Grandfather clause), не зовсім відповідають стандартам системи. Помітним прикладом є західний підхід до мосту Бенджаміна Франкліна у Філадельфії, де I-676 має ділянкою звичайну вулицю на поверхні через історичний район.
Погляди стосовно платних об'єктів та шосе системи змінились. Федеральне управління автомобільних доріг США дозволила деяким штатам збирати гроші на наявних інтерстейтах, коли нещодавнє розширення I-376 включило ділянку 60-ї Пенсильванської дороги, що була платною за рішенням Комісії Пенсильванської платної автодороги (англ. Pennsylvania Turnpike Commission) до рішення щодо призначення інтерстейту. Також нові платні ділянки (як ділянка I?376, побудована на початку 1990-х) мають відповідати стандартам інтерстейтів. Новий додаток 2009 року до Посібнику з одноманітності пристроїв контролю руху (англ. Manual on Uniform Traffic Control Devices) вимагає розташовувати знак з написом чорному по жовтому «Toll» над першим знаком інтерстейту на дорозі, проїзд по якій сплачується.
Закон SAFETEA-LU, що було прийнято 2005 року, заохотило штати будувати нові інтерстейти за допомогою методів «інноваційного фінансування». Закон полегшує штатам отримання інноваційного фінансування спрощенням заборони на будівництво інтерстейтів як платних доріг чи через державні агенції чи за допомогою публічно-приватного партнерства. Однак SAFETEA-LU залишив заборону на встановлення плати на наявних безплатних інтерстейтах, тому штати, які бажають перевести дорогу з безплатної на платну спершу мають отримати згоду Конгресу США.

### Платні та безплатні інтерстейти
Інтерстейти фінансуються з федеральних фондів та відомі як «обтяжні» (англ. chargeable) інтерстейти. Вони розглядаються як частина мережі шосе в 68 000 км. Федеральні закони також дозволяють «необтяжні» (англ. non-chargeable) інтерстейти, шосе що фінансуються подібно до магістралей США та штатів та позначені, як інтерстейти, якщо вони відповідають стандартам Interstate Highway та є логічною частиною або приєднанням до системи. Ці частини підпадають під дві категорії: дороги, що вже відповідають стандартам інтерстейтів та ті, що ще не вдосконалені до рівня стандартів. Тільки дороги, що відповідають стандартам можуть бути позначені, як інтерстейти після затвердження їх номера.

## Позначення

### Щит інтерстейтів
Interstate Highway позначаються номером, що пишеться на щиті з червоним, білим та синім кольором та який є торговою маркою. У початковому дизайні над номером зазналась назва штату однак у більшості штатів це поле залишається пустим. розміри знаку становлять 91 см у висоту (36 дюймів) та шириною 91 см для двохначних номерів або 110 см для тризначних номерів (36 та 45 дюймів відповідно).
Бізнес-кільця (кільцеві ділянки) та відгалуження позначаються спеціальними щитами, на яких червоний та синій кольори замінено зеленим, замість слова «INTERSTATE» написано слово «BUSINESS» та над номером зазвичай є напис «SPUR» (відгалуження) чи «LOOP» (кільце). Зелений щит застосовується для позначення головних маршрутів через центральний діловий район, що перетинає пов'язане шосе системи Interstate на одному кінці (spur) або на обох кінцях (loop) так званого Business route. Такі дороги як правило перетинають головні артерії ділової частини міста чи головні бізнес-райони. Місто може мати більше однієї дороги типу business route, що є похідною від Interstate, в залежності від кількості шосе, що проходять через місто та кількості важливих ділових районів.
З часом дизайн щиту змінювався. У 1957 році був представлений дизайн щиту, розроблений Річардом Олівером (англ. Richard Oliver), співробітником Texas Highway Department, який переміг у конкурсі з 100 учасників, в той час щит мав темно-синій колір та був всього 43 см (17 дюймів) шириною. Згідно з редакціями Інструкції по одноманітності пристрої контролю руху (англ. Manual on Uniform Traffic Control Devices (MUTCD)) стандарти було переглянуто у 1961, 1971, та 1978 роках.

### Нумерація з'їздів

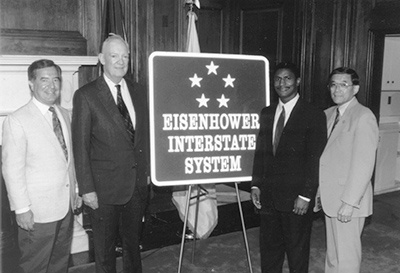
Меморіальний знак, представлений у 1993 році. Оскільки систему запропонували під час президентства Двайта Ейзенгауера п'ять зірок обрано як згадку про те, що він був генералом армії США під час Другої світової війни.

Більшість інтерстейтів мають нумерацію з'їздів. Всі дорожні знаки та позначення ділянок з одностороннім рухом інтерстейтів мають бути розроблені відповідно до Інструкції по одноманітності пристрої контролю руху (англ. MUTCD). Однак існують багато місцевих та регіональних варіацій.
Протягом багатьох років Каліфорнія була єдиним штатом, що не мав нумерації з'їздів. Це було дозволено як виняток у 1950-х у зв'язку з великою кількістю вже побудованих та обладнаних знаками шосе через високу вартість робіт зі встановлення додаткових знаків. Каліфорнія розпочала встановлення номерів з'їздів на шосе у 2002 році на інтерстейтах, автомагістралях США та на дорогах штату. Міністерство транспорту Каліфорнії (англ. Caltrans) зазвичай встановлює знаки з'їздів тільки якщо нова дорога або розв'язка будується, реконструюється, модифікується чи відновлюється для контролю коштів та зазвичай додатково чіпляється до верхнього правого кутка існуючого знаку. Нові знаки вздовж автострад також дотримуються цього правила. На сьогодні більшість інтерстейтів Каліфорнії мають знаки з'їздів, особливо у сільській місцевості.
Позначення з'їздів відповідає позначенням дорожник показників відстані у милях у більшості штатів. Проте на I-19 в Аризоні довжини вимірюються в кілометрах через те, що під час будівництва дороги рух за перехід Сполучених Штатів до метричної системи мав достатню підтримку і це було помилково сприйнято як поступовий перехід всіх доріг на вимірювання в метрах. Також причиною могла бути близькість до Мексики, що використовує метричну систему так як I-19 непрямо приєднує I-10 до Мексиканських федеральних шосе через вулиці м. Ногалес, Аризона.
Відстань рахується з заходу на схід на більшості інтерстейтів із парними номерами, для непарних номерів відстань рахується з півдня на північ. Деякі платні дороги, включаючи Нью-Йоркську державну швидкісну дорогу (англ. New York State Thruway) та платну дорогу Джейн Адамс Меморіал (англ. Jane Addams Memorial Tollway), мають послідовну нумерацію з'їздів. З'їзди на Нью-Йоркській державній швидкісній дорозі рахуються від м. Йонкерс зі збільшенням на північ та потім на схід від Олбані. На Джейн Адамс Меморіал відстань рахується від аеропорту О'Хара зі збільшенням номерів у західному напрямку, що є початковою точкою платної дороги.
Станом на листопад 2010 року Управління платних доріг Іллінойсу (англ. Illinois State Tollway Authority) змінило дорожні покажчики відстані відповідно до прийнятих у штаті на I-90 (Jane Addams Memorial/Northwest Tollway) та ділянці I-94 на платному Шосе трьох штатів (англ. Tri-State Tollway), що раніше збігалося з ділянкою I-294 з початком на півдні від I-80/I-94/394 дороги штату Іллінойс. На платній дорозі наразі відбувається процес установки номерів з'їздів над з'здах.
Багато північно-східних штатів нумерують з'їзди по порядку, незалежно від того, скільки миль між з'їздами. На сьогодні так в штатах Коннектикут, Делавер, Массачусетс, Нью-Гемпшир, Нью-Йорк, Род-Айленд та Вермонт, відповідно інтерстейти, що повністю знаходяться у цих штатах — 87, 88, 89, 91 та 93 — мають послідовну нумерацію з'їздів. Штати Мен, Пенсільванія, Вірджинія, Джорджія та Флорида також користувались такою системою, але вже перейшли на нумерацію в залежності від відстані. Джорджія змінила нумерацію у 2000, штат Мен — у 2004. На Пенсильванській платній дорозі (англ. Pennsylvania Turnpike) застосовується обидві системи. Дорожні показники відстані використовуються для позначень, а послідовні номери — для внутрішньої нумерації перехресть з естакадами. Платна дорога Нью-Джерсі (англ. New Jersey Turnpike) та її ділянки, що є частинами I-95 та I-78, мають порядкові номери хоча всі інші інтерстейти використовують позначення за відстанню.
I-87 у штаті Нью-Йорк позначено трьома частинами. На першій частині, що утворює швидкісну автостраду ім. майора Дігана (англ. Major Deegan Expressway) з'їзди пронумеровано по порядку від 1 до 14. Друга секція є частиною Нью-Йоркської державної швидкісної дороги, що починається у Йонкерсі (з'їзд 1) та продовжується на північ до Олбані (з'їзд 24), після чого повертає на захід та стає I-90 від з'їзду 25 до з'їзду 61. Від Олбані на північ до кордону з Канадою з'їзди пронумеровано від 1 до 44 вздовж Нью-Йоркського Північного Шляху (англ. New York State Northway). Через те, що є більше одного з'їзду з однаковими номерами іноді стається плутанина. Наприклад з'їзд 4 на ділянці I-87, що є Нью-Йоркською державною швидкісною дорогою, веде до Кросс Каунті парквей в Йонкерсі (англ. Cross County Parkway), але з'їзд 4 на Північному Шляху веде до аеропорту Олбані. Відстань між цими з'їздами 240 км (150 миль).

### Розташування знаків

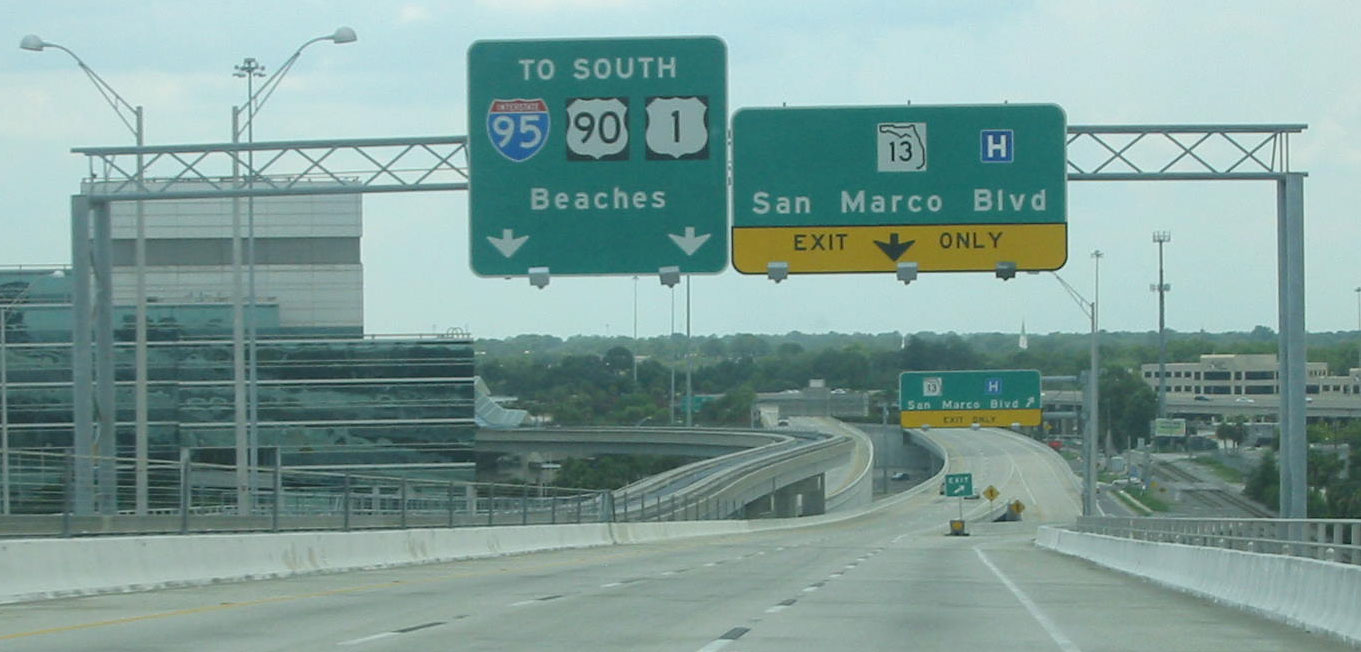
Портал на мості Акоста (Acosta Bridge) у Джексонвіллі

Є чотири основних методи розташування знаків на інтерстейтах:
- знак розташовується на стовпчику, зазвичай праворуч від шосе, та використовується для позначення з'їздів, зон відпочинку, пунктів послуг (АЗС, житло), рекреаційних зон та назв автострад.
- знак монтується на естакадах.
- найчастіший спосіб із застосуванням порталів (зустрічається два підходи):
  - знаки монтуються на напівпорталах, що розташовані на одній стороні дороги, як і у способі встановлення знаків на стовпчику
  - повноцінні портали, що перетинають усю ширину шосе та часто містять два чи більше знаків.

## Статистика

### Обсяг
- Найбільш завантажена: 374 тисяч автомобілів на день: I-405[en] у Лос-Анджелесі, Каліфорнія (об'їзна частина I-5, оцінка станом на 2008[65]).

### Висота над рівнем моря
- Найвища: 3401 м: I-70 в Тунелі Ейзенгауера у Континентальному американському вододілі на території Колорадських Скелястих гір[66].
- Найнижча на поверхні: −15,8 м: I-8 в Нью-Рівер , що поблизу Сілі, штат Каліфорнія[66] .
- Найнижча під водою: −15,8 м: Тунель Форт МакГенрі I-95, що проходить балтиморською гаванню[67] .

### Довжина
- Найдовша: 4861,09 км: I-90 від Сієтла , штат Вашингтон, до Бостона, Массачусетс[68][69] .
- Найдовша (напрямок північ-південь): 3090 км: I-95 від кордону Канади з США біля Гоултона, штат Мен до Маямі, штат Флорида не враховуючи проміжок у Нью-Джерсі , що буде добудовано у 2017 році[68] .
- Найдовша ділянка між межами штатів: 1415 км: I-10 у Техасі від межі штату Нью-Мексико біля Ель-Пасо до межі штату Луїзіана біля Орінджа, Техас[70] .
- Найдовші паралельні: 448 км: I-80 та I-90; Гері, Індіана до Елірія, Огайо[71].
- Найкоротша ділянка між межами штатів: 138 м: I-95 (Capital Beltway) на мості Вудро Вілсона (англ. Woodrow Wilson Bridge) через р. Потомак де вона коротко перетинає найпівденнішу частину округу Колумбія між Мерілендом та Вірджинією[69].
- Найкоротший (з двозначним номером): 28.36 км: I-97 від Аннаполісу до Бруклін Парк у штаті Меріленд[69] .

### Штати
- Найбільша кількість штатів, що перетинається одним шосе: 15 штатів та округ Колумбія: I-95 через штати Флорида, Джорджія, Південна Кароліна, Північна Кароліна, Вірджинія, Округ Колумбія, Меріленд, Делавер, Пенсільванія, Нью-Джерсі, Нью-Йорк, Коннектикут, Род-Айленд, Массачусетс, Нью-Гемпшир та Мен.[68]
- Найбільша кількість Інтерстейтів у штаті: 29 шосе: штат Нью-Йорк, загальна довжина 2695,22 км.[68]
- Найбільша довжина Інтерстейтів у штаті: 5203,73 км: штат Техас, 17 різних маршрутів.[68]